# Ceanothus americanus
Ceanothus americanus es una especie de arbusto nativo de Norteamérica, en Estados Unidos y Canadá. El nombre de té de New Jersey fue acuñado durante la revolución americana, a causa de que sus hojas eran el sustituto de té importado.

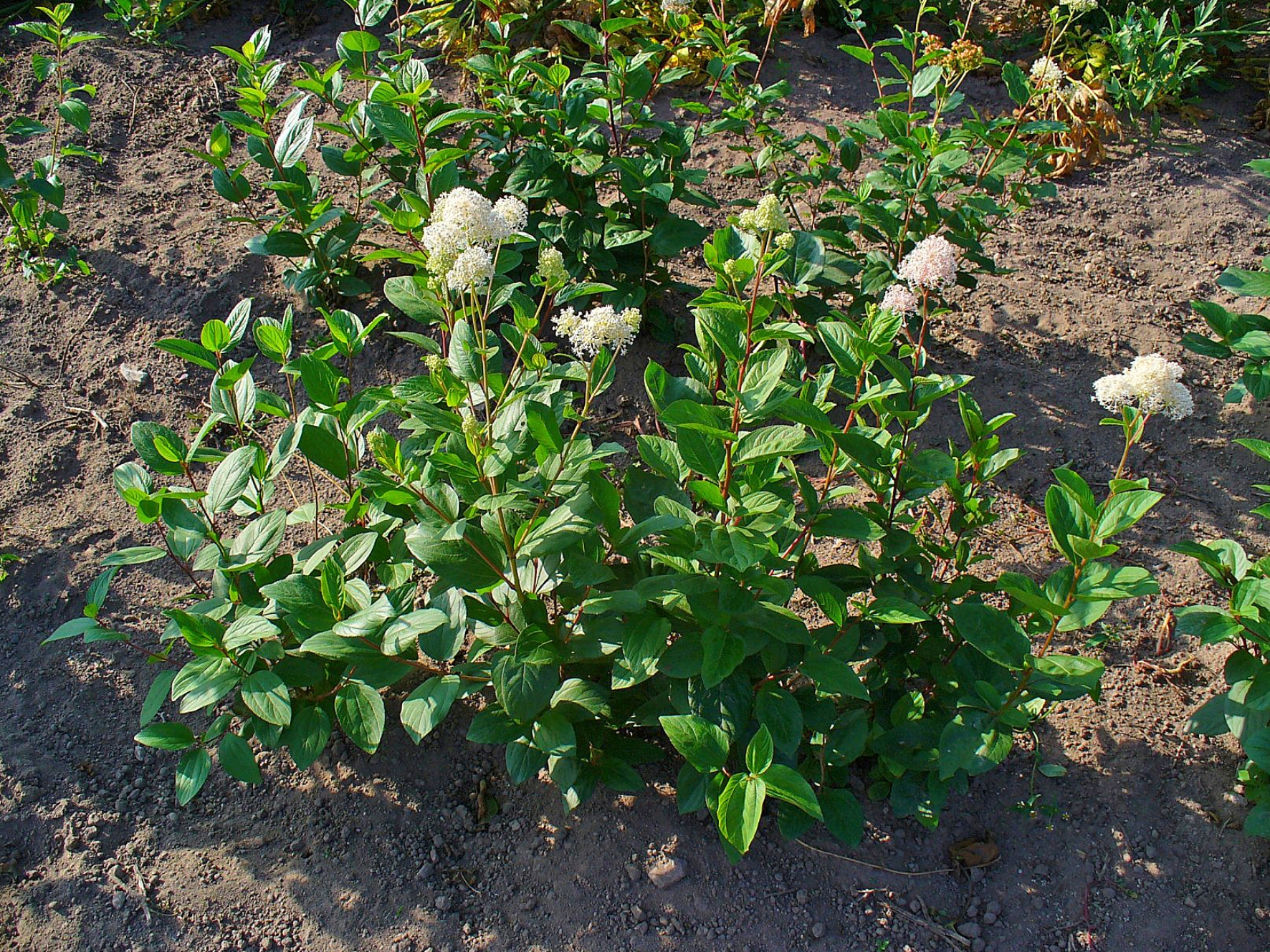
Vista de la planta

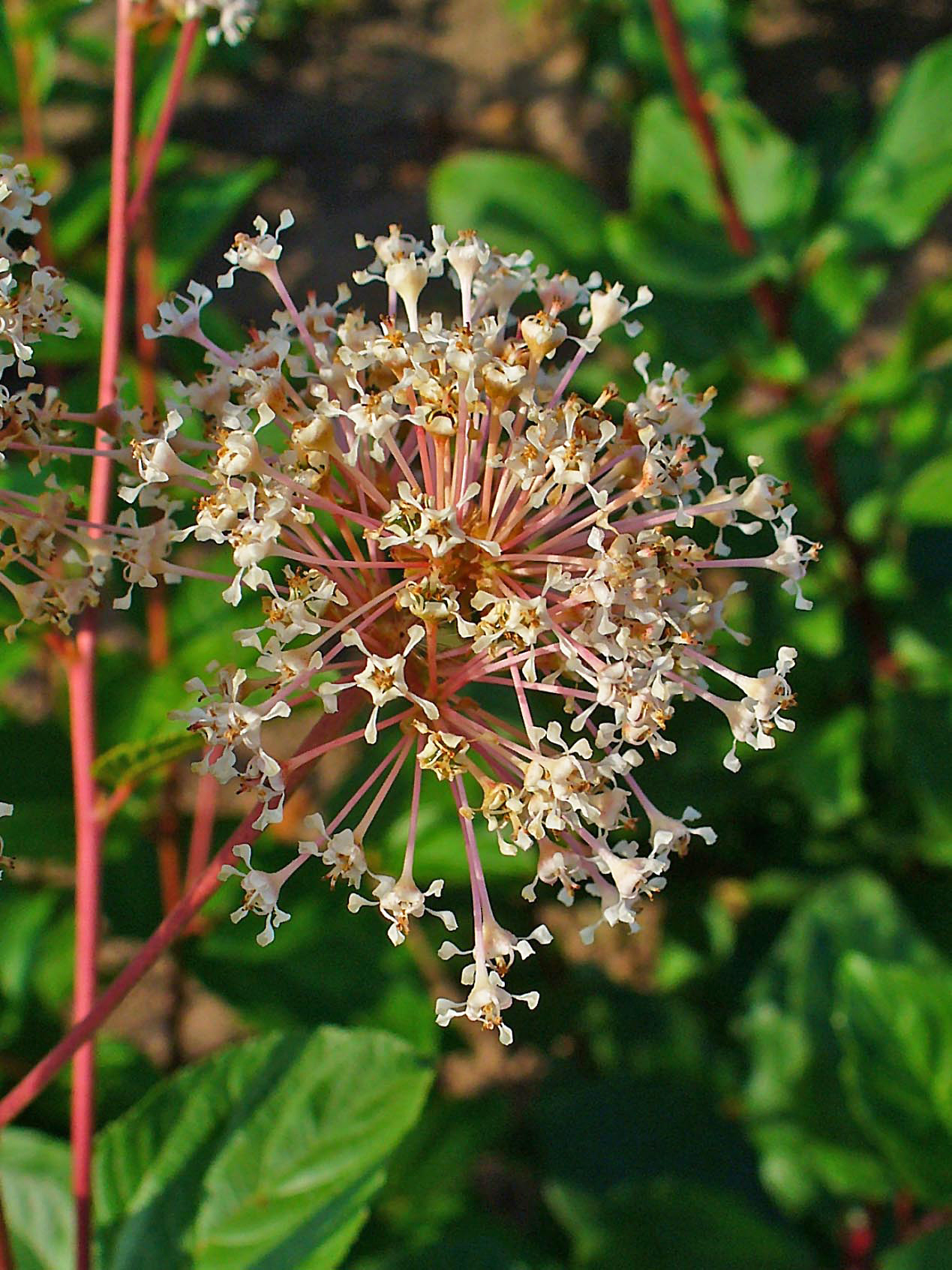
Inflorescencia

## Descripción
Ceanothus americanus es un arbusto que crece entre los 45 - 110 cm de alto, con muchas finas ramas. Su sistema de raíces fibrosas está lleno de pelos de las raíces cerca de la superficie, pero con robustas raíces leñosas, que inciden profundamente en los sistemas de raíces de tierra en la naturaleza, para compensarla después de exposiciones repetidas a los incendios forestales. Las flores de color blanco crecen en aglutinadas inflorescencias axilares en largos y pedúnculos. Los frutos en cápsulas, son secos y dehiscentes.

## Hábitat
Ceanothus americanus es una especie común en las llanuras secas, las praderas , o similares, en suelos  arenosos o rocosos. A menudo se puede encontrar en los claros del bosque, en los bancos o las orillas de lagos  y en pendientes suaves.

## Ecología
Durante el invierno en las montañas Ozark de Misuri, sus ramas sirven como alimento a los ciervos, en particular a los venados de cola blanca ( Odocoileus virginianus ).
Las flores de C. americanus son utilizadas como alimento por las larvas de las mariposas del género Celastrina, incluyendo Celastrina ladon y Celastrina neglecta, y por Erynnis martialis  y Erynnis icelus.

## Propiedades
Se usa la raíz como astringente, estimulante, antiespasmódico, expectorante y hemostático.
Se ha usado para combatir la disentería y la sífilis.

## Taxonomía
Ceanothus americanus fue descrita por Carlos Linneo y publicado en Species Plantarum 1: 195–196, en el año 1753.
Sinonimia
| - Ceanothus decumbens Steud. - Ceanothus dillenianus K.Koch - Ceanothus ellipticus Raf. - Ceanothus glomeratus Raf. - Ceanothus hybridus K.Koch - Ceanothus intermedius Pursh - Ceanothus latifolius Raf. - Ceanothus levigatus Raf. - Ceanothus macrocarpus Steud. - Ceanothus macrophyllus Desf. - Ceanothus macrophyllus Dippel - Ceanothus milleri Tausch | - Ceanothus multiflorus Dippel - Ceanothus officinalis Raf. - Ceanothus ovalifolius Wender. - Ceanothus perennis Pursh - Ceanothus pitcheri Pickering ex Torr. & A.Gray - Ceanothus procumbens K.Koch - Ceanothus reclinatus Bosc ex Steud. - Ceanothus sanguineus Nutt. - Ceanothus tardiflorus Hornem. - Ceanothus trinervus Moench - Ceanothus virgatus Raf. |